# Lipoproteina o pośredniej gęstości
Lipoproteina o pośredniej gęstości, IDL (od ang. intermediate density lipoprotein) – forma przejściowa w procesie konwersji lipoproteiny o bardzo niskiej gęstości do lipoproteiny o niskiej gęstości.